# Gerrie Mühren
Pour les articles homonymes, voir Mühren.
Gerardus Dominicus Hyacinthus Maria « Gerrie » Mühren, est un footballeur néerlandais né le 2 février 1946 à Volendam, et mort le 19 septembre 2013 à Volendam.
Il fait partie du Club van 100.

## Biographie
Il est repéré par le grand club de l'Ajax Amsterdam alors qu'il évolue au FC Volendam. Milieu offensif, il est posté juste derrière la paire d'attaquant Cruyff-Keizer avec qui il joue et remporte trois finales de coupe d'Europe des clubs champions consécutives au début des années 1970. Il passera huit saisons à l'Ajax disputant 298 matchs et marquant 72 buts entre 1968 et 1976 avant de partir pour le Betis Séville en Espagne puis Seiko SA à Hong Kong. Il est également connu pour avoir « volé » le numéro 9 de Johan Cruyff alors qu'il était en convalescence. Ce dernier troqua le 9 pour ce qui deviendra son numéro fétiche et mythique : le 14.
Il compte dix sélections en équipe des Pays-Bas de football.
Il est le frère aîné du footballeur Arnold Mühren.

## Palmarès

### En club
- Vainqueur de la Coupe Intercontinentale en 1972 avec l'Ajax Amsterdam
- Vainqueur de la Supercoupe de l'UEFA en 1972 (non officielle) et en 1973  avec l'Ajax Amsterdam
- Vainqueur de la Coupe d'Europe des Clubs Champions en 1971, en 1972 et en 1973 avec l'Ajax Amsterdam
- Champion des Pays-Bas en 1970, en 1972 et en 1973 avec l'Ajax Amsterdam
- Champion de Hong Kong en 1982 et en 1983 avec Seiko SA
- Vainqueur de la Coupe des Pays-Bas en 1970, en 1971 et en 1972 avec l'Ajax Amsterdam

### EnÉquipe des Pays-Bas
- 10 sélections entre 1969 et 1973